# Aulonemia ulei
Aulonemia ulei är en gräsart som först beskrevs av Eduard Hackel, och fick sitt nu gällande namn av Mcclure och Lyman Bradford Smith. Aulonemia ulei ingår i släktet Aulonemia och familjen gräs. Inga underarter finns listade i Catalogue of Life.